# Conde de Amarante
Conde de Amarante foi um título criado por decreto de 13 de Maio de 1811, e confirmado por carta régia de 28 de Junho daquele mesmo ano, da rainha D. Maria I de Portugal, a favor do general Francisco da Silveira Pinto da Fonseca Teixeira.

## Titulares
| Nome                                                                             | Retrato | Nascimento | Casamentos                                                                | Morte                                 |
| -------------------------------------------------------------------------------- | ------- | --- | ------------------------------------------------------------------------- | ------------------------------------- |
| Francisco da Silveira Pinto da Fonseca Teixeira 1811–1821 .                      |         | 1 de setembro de 1763 Canelas, Peso da Régua filho de Manuel da Silveira Pinto da Fonseca e de Antónia da Silveira                      | Maria Emília Teixeira de Magalhães e Lacerda 3 filhos                     | 27 de maio de 1821 Vila Real idade 57 |
| Manuel da Silveira Pinto da Fonseca Teixeira 1821–1830 também: Marquês de Chaves |         | 3 de março de 1784 Vila Real filho de Francisco da Silveira Pinto da Fonseca Teixeira e de Maria Emília Teixeira de Magalhães e Lacerda | D. Francisca Xavier Teles da Silva (filha dos 5.ᵒˢ Marqueses de Alegrete) | 7 de março de 1830 Lisboa idade 46    |

1. Francisco da Silveira Pinto da Fonseca Teixeira, 1.º conde de Amarante;
2. Manuel da Silveira Pinto da Fonseca Teixeira, 1.º marquês de Chaves.

Após a implementação da República e o fim do sistema nobiliárquico, tornou-se pretendente ao título Francisco Manuel Pereira Colmieiro da Silveira.